# マーシャル・ネデリン級ミサイル追跡艦
マーシャル・ネデリン級ミサイル追跡艦（マーシャル・ネデリンきゅうミサイルついせきかん、ロシア語: Корабли измерительного комплекса тип ≪Маршал Неделин≫、ラテン文字表記：Korabli izmeritel'nogo kompleksa tip Marshal Nedelin class）はソビエト連邦（ソ連）・ロシア連邦のミサイル追跡艦。計画名は1914計画（マーシャル・ネデリン）、または1914.1計画（マーシャル・クルイロフ）、1914.2計画（マーシャル・ビリュゾフ）で、暗号名は「ザディアーク」（ロシア語：Зодиак、ラテン文字表記：Zodiak、「黄道帯」の意）。3隻の建造が計画されたが、2隻のみ建造された。艦名の「マーシャル（ロシア語：Маршал、ラテン文字表記：Marshal）」は「元帥」の意味で、その名の通り兵科総元帥（ミトロファン・ネデリン、セルゲイ・ビリュゾフ）とソ連邦元帥（ニコライ・クルイロフ）の名前から艦名が採られた。

## 建造

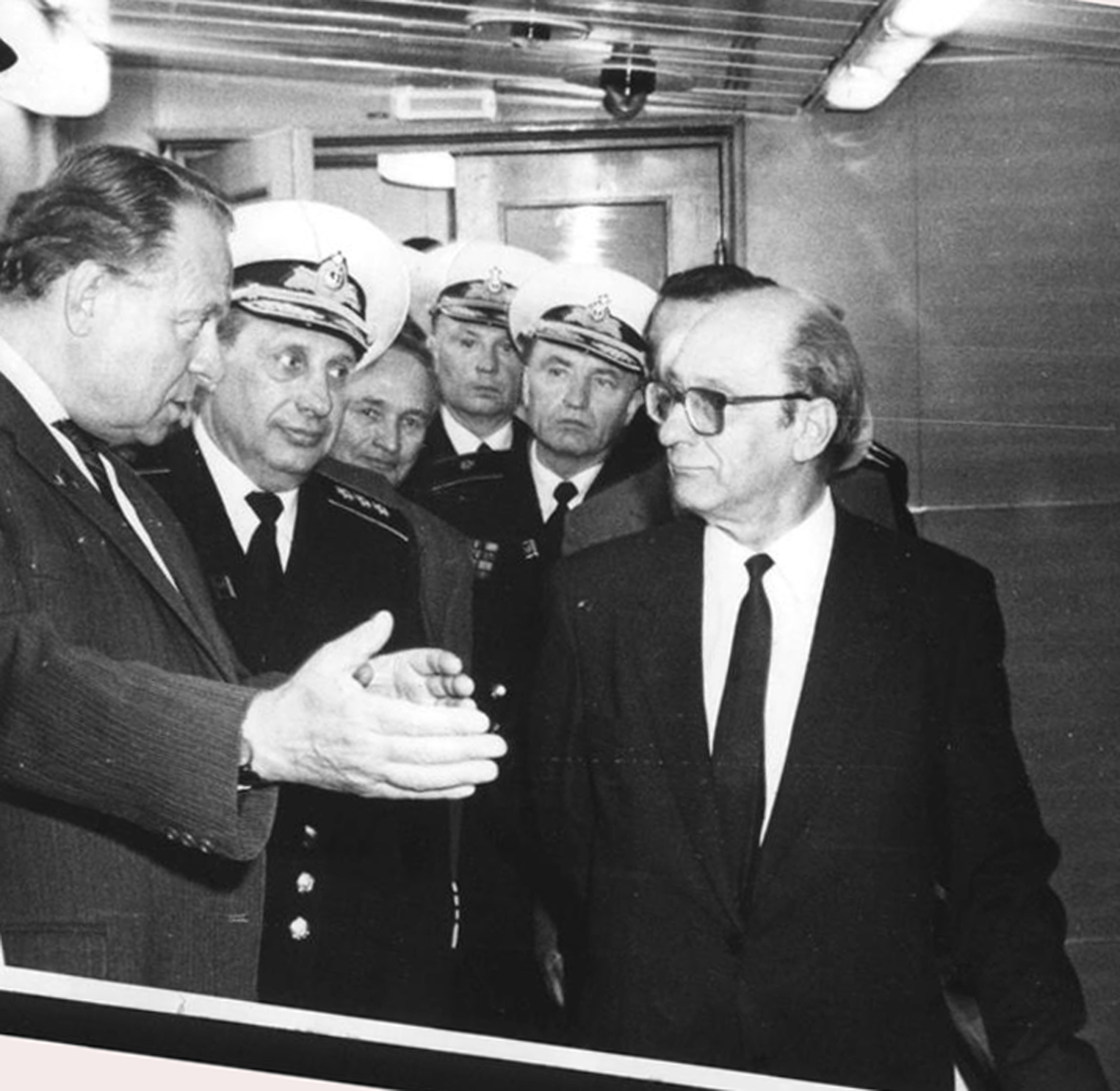
「マーシャル・ネデリン」を視察するドミトリー・ソコロフ（1984年10月29日）

ソ連戦略ロケット軍（現・ロシア戦略ロケット軍）の増強と軍備拡張競争の熾烈化は、それまであった既存の貨物船を改装したミサイル追跡艦よりも大型で、より高性能の艦を求めた。新型艦には、20年に及ぶミサイル追跡艦の運用実績が加味され、戦略ロケット軍の大陸間弾道ミサイル（ICBM）や宇宙ロケットの追跡や軌道測定、情報処理、人工衛星や宇宙船との通信という従来の任務に加えて、洋上に着水した人工衛星や宇宙船の捜索や回収、宇宙飛行士の救助、有事の際の指揮艦としての機能も任務に加えられた。
マーシャル・ネデリン級ミサイル追跡艦は、1974年7月16日のソ連閣僚会議議決第577-195号、同年8月19日のソビエト連邦国防省省令第00493号と閣僚会議の決議によって建造が決定された。 1977年8月24日のソ連閣僚会議議決第744-244号、および9月13日のソ連国防省省令第00489号により、バルスドプロク中央設計局で後にソ連国家賞を受賞する造船技師ドミトリー・ソコロフの指導の下で設計され、レニングラード（現・サンクトペテルブルク）のアドミラルティ造船所で建造されることとなった。1977年11月19日、1番艦「マーシャル・ネデリン」は起工され、1981年10月30日に進水、試験後の1984年8月20日に就役した。

## 設計

### 艦体
二重構造の艦体は鋼鉄製で、14の区画に分けられている。氷海での航行を可能にするために、船体はクラスL1の耐氷構造を有する。艦首にはバルバス・バウを有し、ソナーを有するバウソナーとした。

### 機関・駆動系
主機は、2基のルスキー・ディーゼル製DGZA-6Uディーゼルエンジン（22,000hp）で、補機にKAVV-10ボイラー（容量10 t/h）を2 機搭載した。巡航速度での燃料消費量は約60 t/日、オイル消費量は約1 t/日で、航続距離は40,000 マイル以上に及んだ。「マーシャル・ネデリン」は主機の振動が強く、艦体中央部の騒音と振動が特に著しいことから、艦が中速から全速の際には居住区画の乗組員が睡眠できず、戦闘区画で休憩するほどだった。公試後に隔壁を強化することで騒音は軽減されたが、振動は残った。「マーシャル・クルイロフ」は設計段階でこの問題が反映され、騒音と振動の軽減が試みられた。艦内には、ディーゼル燃料5,290 tとM16DRオイル 70 t、M20G2オイル110 tを積載し、最大3 ヶ月の航行が可能になっていた。
艦の電力は、8基の6D40ディーゼル発電機（三相交流、合計容量12,000 kW、電圧380 V）が供給した。

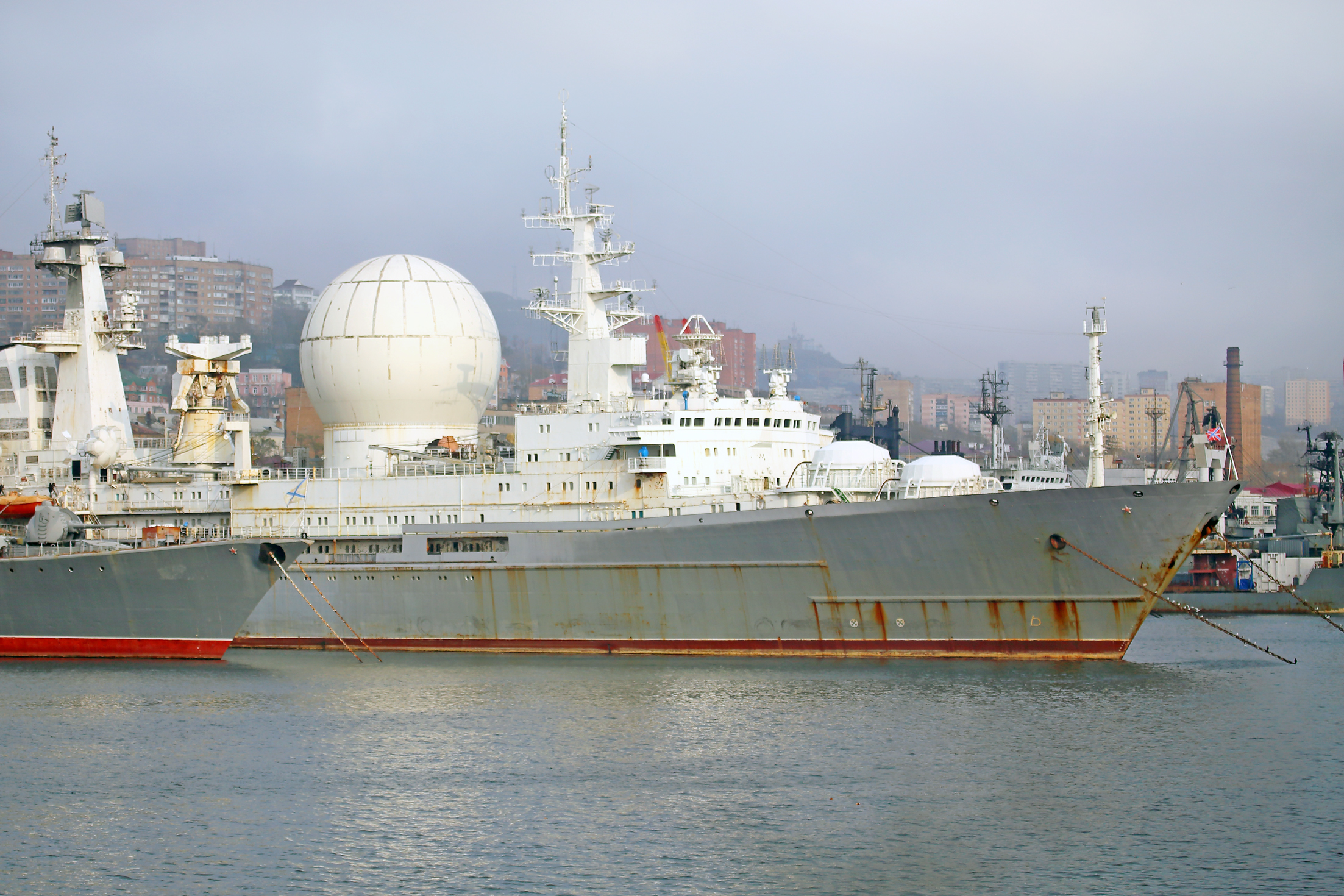
「マーシャル・クルイロフ」の艦首。バルバス・バウを示すマークと、2 つのスラスター・マークが見える（2014年10月24日）

艦の位置を微調整するために、本級には直径4.9 mの可変ピッチスクリュープロペラ2 基に加えて、2 基のサイドスラスター「VDRK-500」（スクリュー直径1.5 m）と2 基のスラスター「PU-500A」（スクリュー直径1.5 m）を装備した。スラスターにより、艦は最大6 ノットの速度で移動ができた。さらに荒天下での測定を可能にするため、「アルファ（≪Альфа≫、Alfa）」ジャイロスタビライザーを搭載したほか、艦体の縦横方向の変形を測定する「ラジアーナ（≪Радиана≫、Radiana」船体変形測定装置が搭載された。測定装置は艦体を横切って設置され、艦体の縦方向および横方向の変形を測定した。変形の情報は艦の座標情報に補正され、アンテナの座標計算に反映された。
当初、「マーシャル・ネデリン」には艦首左右舷と船尾に重さ11 tの錨計3 個を搭載したが、錨の使用試験中にバウソナーを破損したため、左舷錨は舳先に移動した。「マーシャル・クルイロフ」は、建造段階でこの設計に変更された。

### 居住艤装
「マーシャル・クルイロフ」の乗組員は、航空要員や28人の保安要員、46人の船員を含むと339 人に及ぶ。艦内の気温は、26台の空調装置「パサート（≪Пассат≫ 、Passat）で一定に保たれた。
標準的な船員室の定員は1部屋につき4人で、士官室は1部屋につき2人である。いずれの部屋にも、洗面台と個人用のロッカーがあり、士官室にはシャワー室も設けられた。艦長室は寝室とトイレ、会議室からなり、さらに艦の来客応対をする艦長公室がある。乗組員の休養や運動のために、艦内には2つのプールとシャワー室のある体育館、サウナ、図書室、美容院があり、150 人収容可能な劇場では、映画の上映会や、演奏会、討論会、会議が開催された。食堂は士官用と乗組員用の2 つがあり、提供されるパンは艦内で焼かれた。就役後の改装で、第1層にフィットネス用の運動室が設置されたほか、医療区画の側にプールが1つ増築された。これら居住区画のレイアウトは艦ごとに異なり、ビリヤード室は「マーシャル・ネデリン」では士官室区画の中にあったが、「マーシャル・クルイロフ」は士官室区画の側にある。第1層デッキの船楼の船首には、医療ユニット「メドブローク」（≪Медблок≫、Medblok）と呼ばれる医療区画があり、診察室や手術室、レントゲン室、歯科治療室、さらに回収した宇宙飛行士2名の居住設備を有し、海上で必要な医療を提供することができた。
本級は飲料水430tと清水650t、ボイラー用水50tを積載したほか、70t/日の造水能力がある海水淡水化プラントが5基装備された。

### 載貨艤装

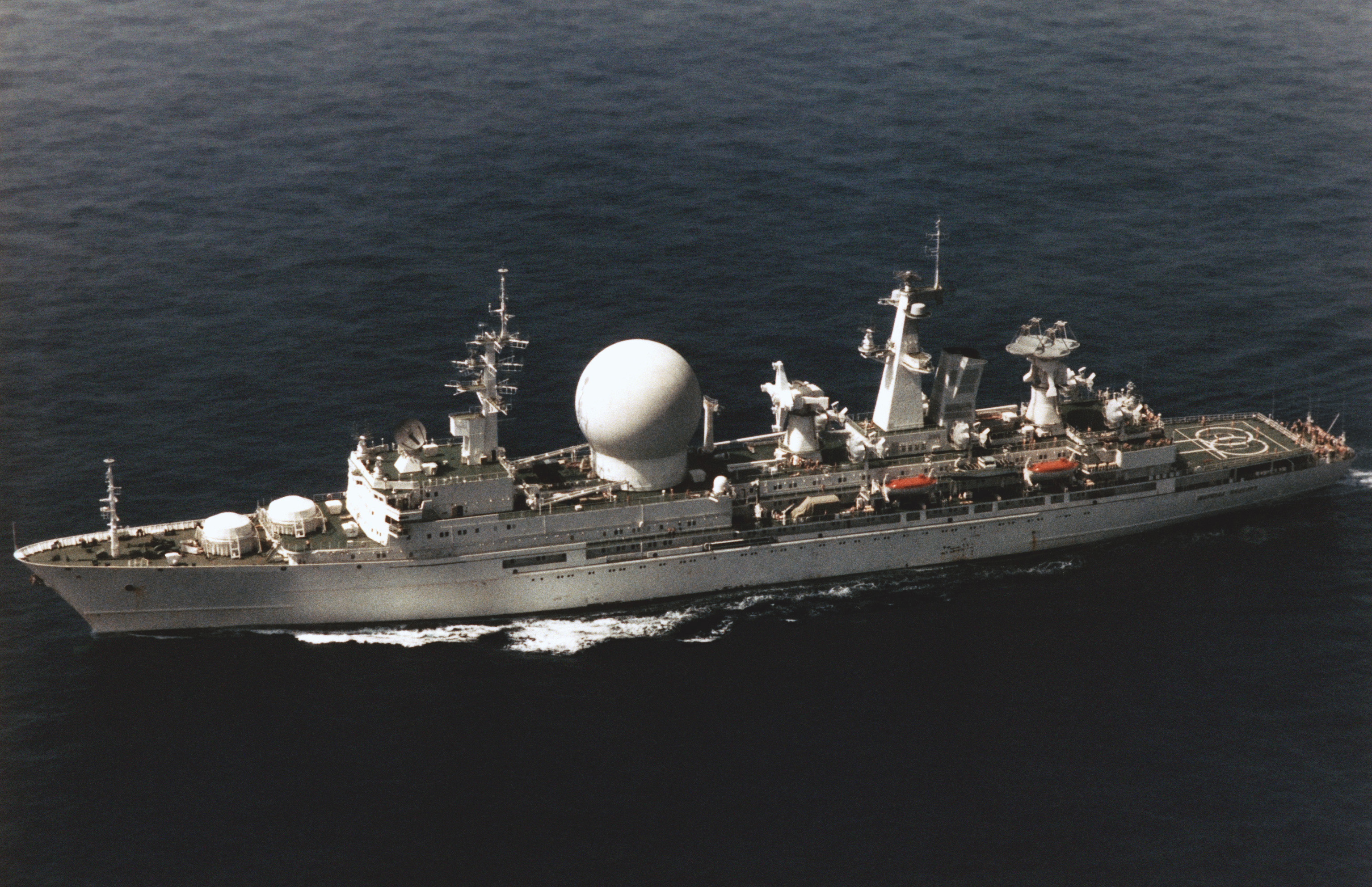
洋上の「マーシャル・ネデリン」（1985年8月1日）。艦橋後部両舷にクレーン、左舷第1甲板にZIL-131トラックが見える。

本級の任務の一つに宇宙船の回収があったが、宇宙船回収のためにクレーンを両舷に各1基搭載した。このクレーンは1992年、プレセツク宇宙基地から打ち上げられた民間宇宙飛行の試験機スペースフライト・ヨーロッパ・アメリカ500のカプセルを回収するために「マーシャル・クルイロフ」が使用した。また、港湾での輸送用に第1甲板にはZIL-131トラックが搭載されていた。

### 測定・通信システム
追跡や測定を行う目標の情報は、方向探知機「クーニッツァ（≪Куница≫ 、Kunitsa）」で収集された。目標との通信は、衛星通信送受信装置「シュトーム（≪Шторм≫、Storm、「嵐」の意）」や宇宙飛行士と地上管制室の衛星電話中継装置「アヴローラ（≪Аврора≫、Avrora、「オーロラ」の意）」で行われる。これらの電子機器は、操作装置「ザフィールT（≪Зефир－Ｔ≫、Zephyr-T）」と情報処理装置「ザフィールA（≪Зефир－Ａ≫、Zephyr-A）」を介して操作された。
電子機器のほかに、光学測定装置として写真記録装置「デャーテル」（≪Дятел≫、Dyatel、「キツツキ」の意）や赤外線光学測定器を有する。「デャーテル」は、幅18 cmの空中写真用フィルムで最大撮影速度4 枚/秒の撮影能力を有する大型カメラ6 台で構成された。

### 航法システム
本級には、当時最新鋭の航法装置が装備された。航法装置「アンドラメーダ（≪Андромеда≫、Andromeda、「アンドロメダ」の意）」をはじめ、「マーシャル・ネデリン」には水上艦で初めて衛星測位システムが装備された。さらに、1984年に沿海地方へ回航された時には、レニングラードの「航海水路研究所（≪научно-исследовательским навигационно-гидрографическим институтом≫）」によって開発された航法装置「スカンディー（≪Скандий≫、Skandiy、「スカンジウム」の意）」が搭載された。
マストは前後に2本あり、後部マストの頂部にはソ連海軍の大形艦に共通の捜索レーダーである、MR-310U「アンガラーM」（マーシャル・ネデリン）またはフレガート（マーシャル・クルイロフ）の3次元レーダー1基を搭載した。また、航海用レーダーとして前部マストにP-10 (レーダー)「ヴォルガA（≪Волга－Ａ≫、Volga-A、NATOコードネーム「ナイフ・レストB」）」と「ヴァイガチ（≪Вайгач≫、Vaigach）」の2 基を搭載した。さらに、ソナーとしてGAS MG-349「ウージュ（≪Уж≫、Uzh）」ソナーとMG-7「ブラスレット（≪Браслет≫、Braslet、「ブレスレット」の意）」可変深度ソナーからなるMGK-335「プラチナ（≪Платина≫、Platina、「白金」の意）」システムを搭載した。

### 航空艤装

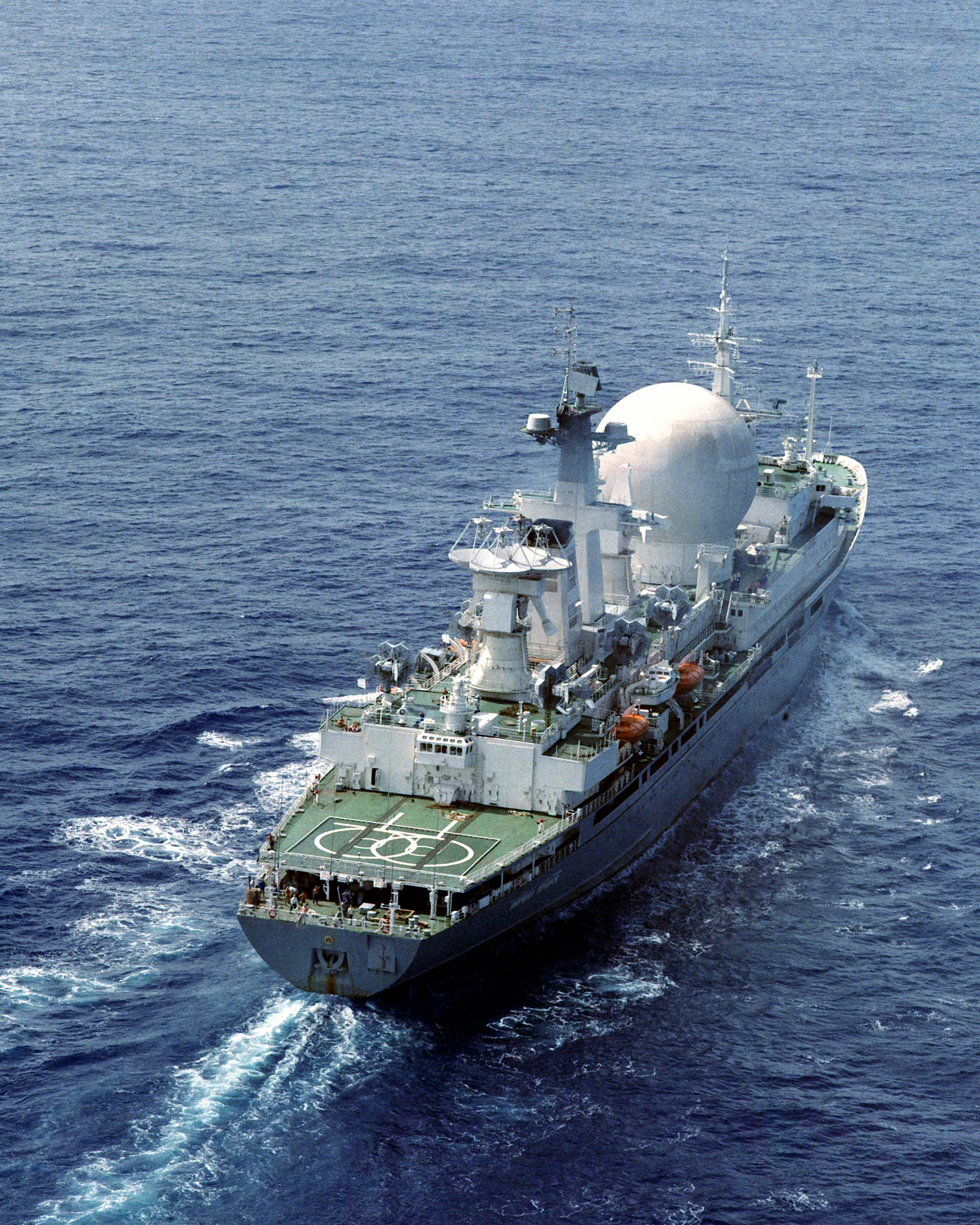
後方からみた「マーシャル・クルイロフ」（1991年）ヘリコプターの飛行甲板と格納庫が見える

ソ連海軍のミサイル追跡艦は、遠隔測定装置を搭載したヘリコプターが離着艦可能な飛行甲板と格納庫があったが、本級にも2 機のKa-27PSを格納可能な格納庫と幅22mの飛行甲板が艦尾に設けられた。離着艦の管制のために、格納庫の間に航空管制所があり、ミサイル追跡艦で初めて「プリボートB（≪Привод-В≫、Privod-B）」自動着陸装置と夜間信号灯を搭載した。また、ヘリコプターに給油する約105 tのジェット燃料を搭載する。

### 搭載艇
本級には、66 人乗りの密閉式救命ボート4 隻に加えて、宇宙船曳航用の作業艇（マーシャル・ネデリンのみ）や司令艇、作業艇が搭載された。

### 兵装
本級には本格的な兵装として、「TKB-12（≪ТКБ-12≫）」ユニット2 基の搭載スペースが確保された。これは、砲弾120 発を搭載したAK-630M 30 mmCIWS6 門と、MP-123「ヴィンペル-A（≪Вымпел-А≫、Vympel-A、NATOコードネーム「ドラム・ティルト」）」射撃管制レーダーからなるユニットだが、これらは実際に搭載されたことはない。
これらに加えて、艦対空ミサイルとして携帯式防空ミサイルシステムである9K32(SA-N-8)または9K34(SA-N-8)、9K38（SA-18）の発射機を若干搭載した。

## 同型艦
本級は、情報収集艦「ウラル」が完成するまでは、ソ連最大の調査艦だった。ソビエト連邦の崩壊前後の予算不足により、3番艦「マーシャル・ビリュゾフ」は建造中止、1番艦「マーシャル・ネデリン」は退役したが、2番艦「マーシャル・クルイロフ」は2022年現在もロシア海軍で就役中である。
| 艦名                   | 計画名         | 建造地               | シリアル番号 | 起工            | 進水            | 就役           | 退役           | 現在                       |
| ---------------------- | -------------- | -------------------- | ------------ | --------------- | --------------- | -------------- | -------------- | -------------------------- |
| マーシャル・ネデリン   | 1914           | アドミラルティ造船所 | No. 02514    | 1977年 11月19日 | 1981年 10月30日 | 1984年 8月20日 | 1998年 5月30日 | スクラップとして売却、解体 |
| マーシャル・クルイロフ | 1914.1 (19141) | アドミラルティ造船所 | No. 02515    | 1982年 7月22日  | 1987年 7月24日  | 1990年 2月23日 | -              | 太平洋艦隊で就役中         |
| マーシャル・ビリュゾフ | 1914.2 (19142) | アドミラルティ造船所 | -            | -               | -               | -              | -              | 起工前に建造中止。         |